# Chilicola
Chilicola is een geslacht van vliesvleugelige insecten uit de familie Colletidae.

## Soorten
- C. aenigma Packer, 2007
- C. aequatoriensis Benoist, 1942
- C. aisenensis Toro & Moldenke, 1979
- C. andina Toro & Moldenke, 1979
- C. araucana Toro & Moldenke, 1979
- C. ashmeadi (Crawford, 1906)
- C. belli Michener, 2002
- C. benoistiana Michener, 2002
- C. bigibbosa Michener, 2002
- C. biguttata Packer, 2007
- C. brooksi Michener, 2002
- C. brzoskai Michener, 2002
- C. canei Michener, 2002
- C. catamarcense Packer, 2007
- C. clavillo Packer, 2007
- C. colombiana Michener, 2002
- C. colliguay Toro & Moldenke, 1979
- C. cooperi Michener, 2002
- C. cupheae (Schrottky, 1905)
- C. cuzcoensis Michener, 2002
- C. chalcidiformis (Meade-Waldo, 1914)
- C. chubutense Packer, 2007
- C. dalmeidai (Moure, 1946)
- C. denisii Packer, 2007
- C. deserticola Toro & Moldenke, 1979
- C. diaguita Toro & Moldenke, 1979
- C. erithropoda Toro & Moldenke, 1979
- C. espeleticola Michener, 2002
- C. friesei (Ducke, 1907)
- C. gibbosa Michener, 2002
- C. granulosa Packer, 2007
- C. griswoldi Michener, 1994
- C. gutierrezi Moure, 1947
- C. hahni Herbst, 1923
- C. herbsti (Friese, 1906)
- C. huberi (Ducke, 1908)
- C. inermis (Friese, 1906)
- C. involuta Michener, 2002
- C. liliana Packer, 2007
- C. lonco Toro & Moldenke, 1979
- C. longiceps (Ashmead, 1898)
- C. longitarsa Spinola, 1851
- C. luzmarieae Gibbs & Packer, 2006
- C. maculipes Michener, 2002
- C. mailen Toro & Moldenke, 1979
- C. mantagua Toro & Moldenke, 1979
- C. mavida Toro & Moldenke, 1979
- C. megalostigma (Ducke, 1908)
- C. mexicana Toro & Michener, 1975
- C. michelbacheri Toro & Moldenke, 1979
- C. minima (Ducke, 1908)
- C. minor (Philippi, 1866)
- C. mirzamalae Willis & Packer, 2008
- C. mistica Michener, 2002
- C. muruimuinane Smith-Pardo & Gonzalez, 2007

- C. nanula Packer, 2007
- C. neffi Toro & Moldenke, 1979
- C. obesifrons Packer, 2007
- C. olmue Toro & Moldenke, 1979
- C. orophila Toro & Moldenke, 1979
- C. pangue Toro & Moldenke, 1979
- C. paramo Gonzalez & Michener, 2004
- C. patagonica Toro & Moldenke, 1979
- C. pedunculata Michener, 2002
- C. penai Willis & Packer, 2008
- C. plebeia Spinola, 1851
- C. polita Michener, 1994
- C. prosopoides (Ducke, 1907)
- C. quitensis Benoist, 1942
- C. rostrata (Friese, 1906)
- C. rubriventris Spinola, 1851
- C. sardonyx Willis & Packer, 2008
- C. setosicornis Packer, 2007
- C. simplex Michener, 2002
- C. smithpardoi Michener, 2002
- C. solervicensi Toro & Moldenke, 1979
- C. stenocephala Brooks & Michener, 1999
- C. styliventris (Friese, 1908)
- C. transversaria Michener, 2002
- C. travesia Toro & Moldenke, 1979
- C. tregualemu Packer, 2007
- C. tricarinata Packer, 2007
- C. tricarinatoides Packer, 2007
- C. umbonata Michener, 2002
- C. unicarinata Packer, 2007
- C. valparaiso Toro & Moldenke, 1979
- C. venezuelana Michener, 2002
- C. venticola Packer, 2004
- C. vernalis (Philippi, 1866)
- C. vicugna Toro & Moldenke, 1979
- C. vina Toro & Moldenke, 1979
- C. wygodzinskyi Michener, 2002
- C. xanthognatha Michener, 2002
- C. xanthostoma Michener, 2002
- C. yali Toro & Moldenke, 1979
- C. yanezae Hinojosa-Díaz & Michener, 2005